# Karsten Albert
Karsten Klaus Albert (Friedrichroda, RDA, 13 de octubre de 1968) es un deportista alemán que compitió en luge en la modalidad individual.
Ganó una medalla de plata en el Campeonato Mundial de Luge de 2001 y tres medallas en el Campeonato Europeo de Luge, en los años 1998 y 2000.
Participó en dos Juegos Olímpicos de Invierno, en los años 1998 y 2002, ocupando el sexto lugar en Salt Lake City, en la prueba individual.

## Palmarés internacional
| Campeonato Mundial | Campeonato Mundial    | Campeonato Mundial | Campeonato Mundial |
| Año                | Lugar                 | Medalla            | Prueba             |
| ------------------ | --------------------- | ------------------ | ------------------ |
| 2001               | Calgary (Canadá)      | Medalla de plata   | Equipo             |
| Campeonato Europeo |                       |                    |                    |
| Año                | Lugar                 | Medalla            | Prueba             |
| 1998               | Oberhof (Alemania)    | Medalla de oro     | Equipo             |
| 1998               | Oberhof (Alemania)    | Medalla de plata   | Individual         |
| 2000               | Winterberg (Alemania) | Medalla de plata   | Equipo             |